# Henri de Triqueti
Henri de Triqueti (Conflans-sur-Loing, 24 ottobre 1803 – Parigi, 11 maggio 1874) è stato uno scultore francese.

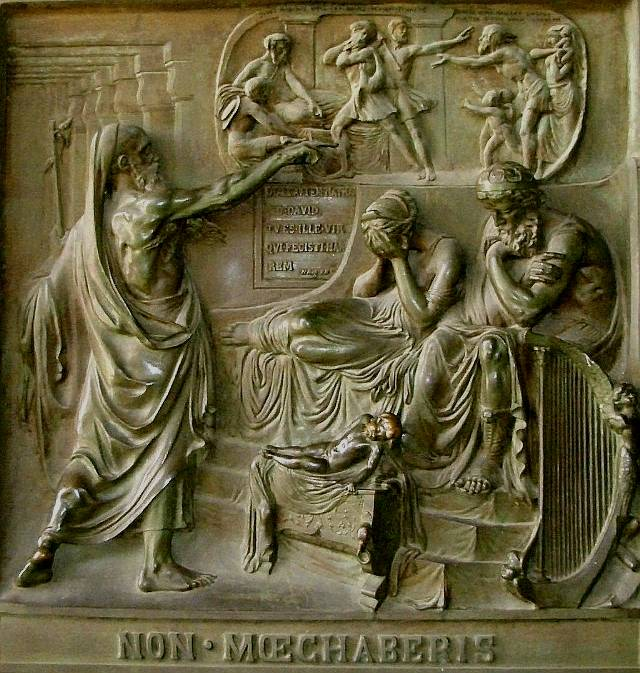
Non moechaberis, uno dei bassorilievi in bronzo de La Madeleine.

Nato nel castello di Perthuis a Conflans-sur-Loing, figlio del barone Michel de Triqueti, rappresentante del Regno di Sardegna ad Amsterdam, di origine piemontese, allievo del pittore Louis Hersent, sposò Émilie Forster, nipote dello scultore britannico Thomas Banks. Morì nel suo appartamento in rue d'Amsterdam 65 a Parigi.

## Opere
Le opere maggiori di Triqueti sono le porte in bronzo della chiesa della Madeleine a Parigi, il cenotafio del principe Ferdinando Filippo d'Orléans, a Parigi (cappella di Notre-Dame-de-la-Compassion), e la decorazione murale della cappella del principe consorte Alberto nel castello di Windsor, su commissione della regina Vittoria, per la quale lavorò dal 1864 al 1874.